# New World Disorder
New World Disorder est le cinquième album studio du groupe américain Biohazard. Il est sorti  chez Mercury Records.

## Contenu
C'est le seul disque Biohazard sorti sur Mercury, et leur dernier album de label majeur à ce jour, ainsi que la seule sortie studio de Biohazard à présenter l'ancien guitariste de Helmet Rob Echiverria. Il a été produit par Ed Stasium, qui a précédemment produit State of the World Address.
Il contient des interventions d'invités : Sticky Fingaz; Christian Olde Wolbers et Igor Cavalera.

## Retombées commerciales
Commercialement, New World Disorder a été considéré comme un désastre commercial pour le groupe. L'album s'est classé au numéro 187 du classement Billboard 200. En janvier 2000, l'album s'était vendu à 40 000 exemplaires aux États-Unis et en mai 2002 à 51 408 exemplaires aux États-Unis selon Nielsen Soundscan. En janvier 2000, Evan Seinfeld a affirmé que l'album s'était vendu à 250 000 exemplaires dans le monde.
À la suite des mauvaises ventes de l'album, Biohazard quitte Mercury Records fin 1999. Depuis lors, le groupe a été hostile aux questions sur leur contrat d'enregistrement avec Mercury; Evan Seinfeld a déclaré que Mercury avait échoué sur la promotion de l'album ce qui a poussé le groupe à partir. Interrogé sur le contrat de disque en 2018, Rob Echiverria a répondu « no comment » .

## Retours critiques
L'album est très inégalement apprécié. Beaucoup de critiques le considèrent bien meilleur que le précédent Mata Leao, mais toutefois décevant en comparaison des deux meilleurs albums du groupe : Urban Discipline et State of the World Adress et trop répétitif.
- Allmusic : 3 sur 5[9]
- Metal.Nigntfall : 2 sur 5[7]
- Guts of Darkness : 4 sur 6[8]
- MetalOrgy : 13.17 sur 20[6]
- Spirit of Metal : 15 sur 20[10]

## Liste des pistes
| 1.    | Resist                                                                              | 2:43 |
| 2.    | Switchback                                                                          | 3:33 |
| 3.    | Salvation                                                                           | 3:55 |
| 4.    | End of My Rope                                                                      | 3:43 |
| 5.    | All for None                                                                        | 3:51 |
| 6.    | Breakdown                                                                           | 2:52 |
| 7.    | Inner Fear On                                                                       | 3:27 |
| 8.    | Abandon in Place                                                                    | 3:45 |
| 9.    | Skin                                                                                | 3:28 |
| 10.   | Camouflage                                                                          | 2:48 |
| 11.   | Decline                                                                             | 3:43 |
| 12.   | Cycle of Abuse                                                                      | 4:52 |
| 13.   | Dogs of War                                                                         | 4:13 |
| 14.   | New World Disorder (feat. Sticky Fingaz, Christian Olde Wolbers, and Igor Cavalera) | 6:44 |
| 53:37 |                                                                                     |      |

## Personnel
- Evan Seinfeld - basse, chant principal
- Billy Graziadei - guitares, chant principal
- Rob Echeverria - guitare solo
- Danny Schuler – batterie

## Charts
| Album chart         | Peak |
| ------------------- | ---- |
| U.S. Billboard      | 187  |
| German Album Charts | 40   |